# Planchonella garberi
Planchonella garberi là một loài thực vật có hoa trong họ Hồng xiêm. Loài này được Christoph. miêu tả khoa học đầu tiên năm 1935.